# BC Nizhny Novgorod
El BC Nizhny Novgorod és un club de bàsquet de la ciutat de Nijni Nóvgorod (Rússia) fundat el 2000. La temporada 2014-2015, disputa la VTB United League i l'Eurolliga de bàsquet. Disputa els seus partits com a local al pavelló Trade Union Sport Palace.
El club va ser fundat l'any 2000 sobre la base de l'equip de l'Institut Volzhsky Engineer-Pedagogical Institute (VIPI). Va jugar a la tercera divisió de Rússia. El 2001/2002 va canviar el seu nom per Nizhegorodsky Basketball Academy, o NBA. Més tard es produïren altre canvis de nom: NBA (2001/02), NBA-Seti-NN (2002-2004), NBA-Telma (2004-2006). El 2006 va entrar a la divisió B de la Super Lliga amb el nom de Nizhny Novgorod. La temporada 2010-2011 es trobà entre els clubs russos que van fundar la nova Professional Basketball League de Rússia. I en la temporada 2011-2012 va debutar en la VTB United League.